# Linda Moulton Howe
Linda Moulton Howe (Boise, 20 gennaio 1942) è una giornalista e saggista statunitense.

## Biografia
Linda Moulton è nata nell'Idaho, dove ha vissuto la propria giovinezza. Nel 1963 ha vinto il titolo di miss Idaho e partecipato alla finale del concorso di miss America. In seguito ha studiato a Boulder all'Università del Colorado, dove nel 1965 ha conseguito il Bachelor of Arts in Letteratura Inglese. Nel 1966 ha vinto una borsa di studio per frequentare la Stanford University in California, dove nel 1968 ha conseguito il Master in Scienza della Comunicazione. Nello stesso anno ha sposato Larry W. Howe e dal matrimonio è nata una figlia, Laura Kathleen Howe. Sempre nel 1968 ha cominciato la sua carriera di giornalista televisiva e autrice di documentari. Fino al 1983 ha lavorato per diverse televisioni statunitensi, poi ha fondato una propria casa di produzione, la Linda Moulton Howe Productions.
Fin dall'inizio della sua carriera giornalistica, Linda Moulton Howe si è dedicata alla realizzazione di programmi radiofonici e televisivi e di documentari nel campo della scienza e della tecnologia, della medicina e dell'ecologia. Fra i temi trattati nei suoi programmi e documentari vi sono stati l'inquinamento dell'atmosfera, la contaminazione radioattiva delle acque, l'uso dell'idrogeno come fonte di energia alternativa ai combustibili fossili, il futuro dell'elettronica, il mondo della chimica, gli acceleratori di particelle, l'addestramento degli astronauti, l'origine dell'uomo. La Howe ha realizzato anche tre documentari sui bambini per l'UNICEF, due dei quali in Etiopia e in Messico. In seguito ha allargato i suoi interessi alla pseudoscienza e ai "misteri" interessandosi al leggendario Bigfoot, ai cerchi nel grano e a vari aspetti dell'ufologia, tra cui avvistamenti di UFO, incontri ravvicinati con extraterrestri, presunti rapimenti alieni e mutilazioni del bestiame, campo in cui è considerata tra i maggiori esperti. In campo ufologico, Linda Howe è stata uno dei primi autori a riportare casi di presunti incontri con alieni insettoidi.
Per realizzare i suoi programmi e documentari, la Howe ha viaggiato anche al di fuori degli USA, recandosi in vari Paesi tra cui l'Inghilterra (dove ha indagato sui cerchi nel grano), il Brasile (dove ha indagato su avvistamenti di UFO), la Norvegia (dove si è interessata del fenomeno conosciuto come Luci di Hessdalen) e il Laos, dove ha indagato sulla leggenda degli uomini-scimmia chiamati Nguoi rung.
Howe è stata ospite di programmi televisivi in USA, Canada e Regno Unito e ha tenuto conferenze in USA e in altri Paesi tra cui i Paesi Bassi, l'Italia e San Marino. Oltre all'attività radio-televisiva, Linda Howe ha scritto 12 articoli (interviste a scienziati e ricercatori su vari argomenti) e 4 libri.
Per i suoi programmi televisivi, la Howe ha ricevuto più di 20 premi, tra cui i prestigiosi Premi Emmy, Premio Peabody e il Premio Florence Sabin (dedicato al contributo alla salute pubblica).
Per alcuni aspetti dei suoi documentari sulle pseudoscienze, Linda Howe è stata criticata dalla rivista Skeptical Inquirer, che in un articolo l'ha definita "una giornalista credulona" per avere ritenuto autentici i fenomeni luminosi associati ai cerchi del grano che sono stati raccontati e fotografati da alcuni presunti testimoni.
Vive ad Albuquerque, Nuovo Messico.

## Pubblicazioni
- Alien Harvest: Further Evidence Linking Animal Mutilations and Human Abductions to Alien Life Forms, 1989.
- Glimpses of Other Realities, Vol. I: Facts and Eyewitnesses, 1994.
- Glimpses of Other Realities, Vol. II: High Strangeness, 1998.
- Mysterious Lights and Crop Circles, 2002.